# Essertenne
Essertenne é uma comuna francesa na região administrativa de Borgonha-Franco-Condado, no departamento Saône-et-Loire. Estende-se por uma área de 12,86 km². Em 2010 a comuna tinha 485 habitantes (densidade: 37,7 hab./km²).